# Who-ya Extended
Who-ya Extended은 일본의 록 밴드이다. 후야로 구성되어 있다. 후야는 만들고 싶은 곡에 맞춰 멤버들을 조합해 곡을 유연하게 만드는 것이라고 생각한다. Who-ya Extended에는 다른 구성원이 있지만 영구적이지 않는다.
2019년 싱글 《Q-vism》으로 데뷔한 밴드. 이 노래는 애니메이션 《PSYCHO-PASS》의 오프닝으로 사용되었다.

## 음반 활동

### 스튜디오 음반
- 2020년 4월 15일 《wyxt.》
- 2021년 11월 10일 《WII》

### EP
- 2021년 2월 17일 《VIVID VICE》
- 2021년 8월 11일 《Ice Ivy》

### 싱글
- 2019년 11월 27일 《Q-vism》
- 2020년 3월 9일 《Synthetic Sympathy》
- 2020년 3월 27일 《ErroЯ CØDE》
- 2021년 1월 16일 《VIVID VICE》
- 2021년 7월 16일 《Icy Ivy》
- 2021년 10월 27일 《Wander Wraith》
- 2022년 4월 11일 《A Shout of Triumph》